# Список рек Орегона
Основная статья — Список рек США.
В американском штате Орегон насчитывается 77 рек длиной более 50 миль (ок. 80,5 километра). Самая длинная река штата — Колумбия.

## Список рек
Сортировка по алфавиту
- Абикуа-Крик[англ.]
- Алси
- Амазон-Крик[англ.]
- Ампкуа
- Ана[англ.]
- Балч-Крик
- Баттер-Крик[англ.]
- Бернт-Ривер
- Берч-Крик[англ.]
- Биг-Бьютт-Крик
- Биг-Марш-Крик[англ.]
- Биг-Ривер[англ.]
- Блу-Ривер[англ.]
- Брайтенбуш[англ.]
- Бридж-Крик[англ.]
- Булл-Ран
- Булли-Крик[англ.]
- Бьютт-Крик[англ.]
- Бэр-Крик[англ.][1]
- Восточная Милликома[англ.]
- Вуд[англ.]
- Гейлс-Крик[англ.]
- Гранд-Ронд
- Дешут
- Джон-Дей
- Джонсон-Крик[англ.]
- Джордан-Крик[англ.]
- Ди
- Доннер-унд-Блитцен[англ.]
- Драй-Ривер[англ.]
- Драй-Крик[англ.]
- Дед-Индиан-Крик[англ.]
- Западная Милликома[англ.]
- Зигзаг[англ.]
- Иллинойс[англ.]
- Имнаха[англ.]
- Калапуйя[англ.]
- Катерин-Крик[англ.]
- Кау-Крик (приток Джордан-Крик)[англ.]
- Кау-Крик (приток Саут-Ампкуа)[англ.]
- Келлогг-Крик[англ.]
- Килчис[англ.]
- Клакамас
- Кламат
- Класканайн[англ.]
- Клатскани[англ.]
- Коаст-Форк-Уилламетт[англ.]
- Коллауош[англ.]
- Колумбия
- Колумбия-Слау[англ.]
- Крескент-Крик[англ.]
- Крукед-Ривер
- Крукед-Крик
- Куарцвилл-Крик[англ.]
- Кус[англ.]
- Лакиамьют
- Линк[англ.]
- Литл-Блитцен[англ.]
- Литл-Бьютт-Крик
- Литл-Дешут[англ.]
- Литл-Зигзаг[англ.]
- Литл-Лакиамьют
- Литл-Малур[англ.]
- Литл-Нестакка[англ.]
- Литл-Овайхи[англ.]
- Литл-Ривер[англ.]
- Литл-Сэнди[англ.]
- Литл-Эпплгейт[англ.]
- Лонг-Том[англ.]
- Лост-Ривер[англ.]
- Лостайн
- Льюис-энд-Кларк[англ.]
- Мадди-Форк[англ.]
- Майами[англ.]
- Мак-Кензи
- Малур
- Метолиус[англ.]
- Мидл-Сантиам[англ.]
- Средний Джон-Дей[англ.]
- Средний Уилламетт[англ.]
- Милл-Крик
- Милликома[англ.]
- Минам
- Молалла
- Мохок
- Мэрис[англ.]
- Неканикам[англ.]
- Нестакка
- Нехейлем
- Норт-Ампкуа[англ.]
- Норт-Паудер[англ.]
- Норт-Сантиам[англ.]
- Норт-Форк-Мидл-Форк-Уилламетт[англ.]
- Норт-Ямхилл[англ.]
- Нью[англ.]
- Овайхи
- Оук-Гров-Форк-Клакамас[англ.]
- Паудер[англ.]
- Пистол[англ.]
- Пуддинг[англ.]
- Роринг-Ривер[англ.]
- Рог
- Рок-Крик[англ.]
- Роу[англ.]
- Рэтлснейк-Крик[англ.]
- Сайкан[англ.]
- Сайлец
- Сайусло
- Саккор-Крик[англ.]
- Салмон (впадает в Тихий океан)[англ.]
- Салмон (приток Санди)
- Салмонберри[англ.]
- Сантиам[англ.]
- Саут-Ампкуа[англ.]
- Саут-Сантиам[англ.]
- Саут-Ямхилл[англ.]
- Северный Брайтенбуш[англ.]
- Северный Булл-Ран[англ.]
- Северный Джон-Дей[англ.]
- Северный Клакамас[англ.]
- Северный Кокилл[англ.]
- Северный Крукед-Ривер
- Северный Малур[англ.]
- Сиксес[англ.]
- Силвер-Крик (приток Пуддинга)[англ.][2]
- Силвер-Крик (впадает в озеро Харни)[англ.][2]
- Силвис[англ.]
- Силткус[англ.]
- Скипанон[англ.]
- Смит[англ.]
- Снейк
- Солт-Крик[англ.]
- Спрейг[англ.]
- Санди
- Тамтам[англ.]
- Тенмайл-Крик[англ.]
- Тилламук[англ.]
- Траут-Крик[англ.]
- Траск[англ.]
- Туалатин
- Тумало-Крик[англ.]
- Уайлдкэт-Крик[англ.]
- Уайт-Ривер[англ.]
- Уайчас-Крик[англ.]
- Уаллауа
- Уилламетт
- Уиллоу-Крик (приток Колумбии)[англ.]
- Уиллоу-Крик (приток Малура)[англ.]
- Уилсон[англ.]
- Уильямс[англ.]
- Уильямсон
- Уинчак[англ.]
- Уолла-Уолла
- Уоллуски[англ.]
- Уорм-Спрингс[англ.]
- Уэнаха[англ.]
- Уэст-Литл-Овайхи[англ.]
- Фанно-Крик
- Фифтинмайл-Крик[англ.]
- Фолл
- Фэйрвью-Крик[англ.]
- Худ[англ.]
- Четко
- Чьюаукан[англ.]
- Элк[англ.]
- Элкхорн-Крик[англ.]
- Эплгейт[англ.]
- Эшленд-Крик[англ.]
- Южный Брайтенбуш[англ.]
- Южный Булл-Ран[англ.]
- Южный Джон-Дей[англ.]
- Южный Клакамас[англ.]
- Южный Кокилл[англ.]
- Южный Крукед-Ривер[англ.]
- Южный Кус[англ.]
- Южный Маккензи[англ.]
- Южный Рог[англ.]
- Юматилла
- Якина[англ.]
- Ямхилл[англ.]
- Янгс[англ.]
- Яхатс[англ.]

## См. также

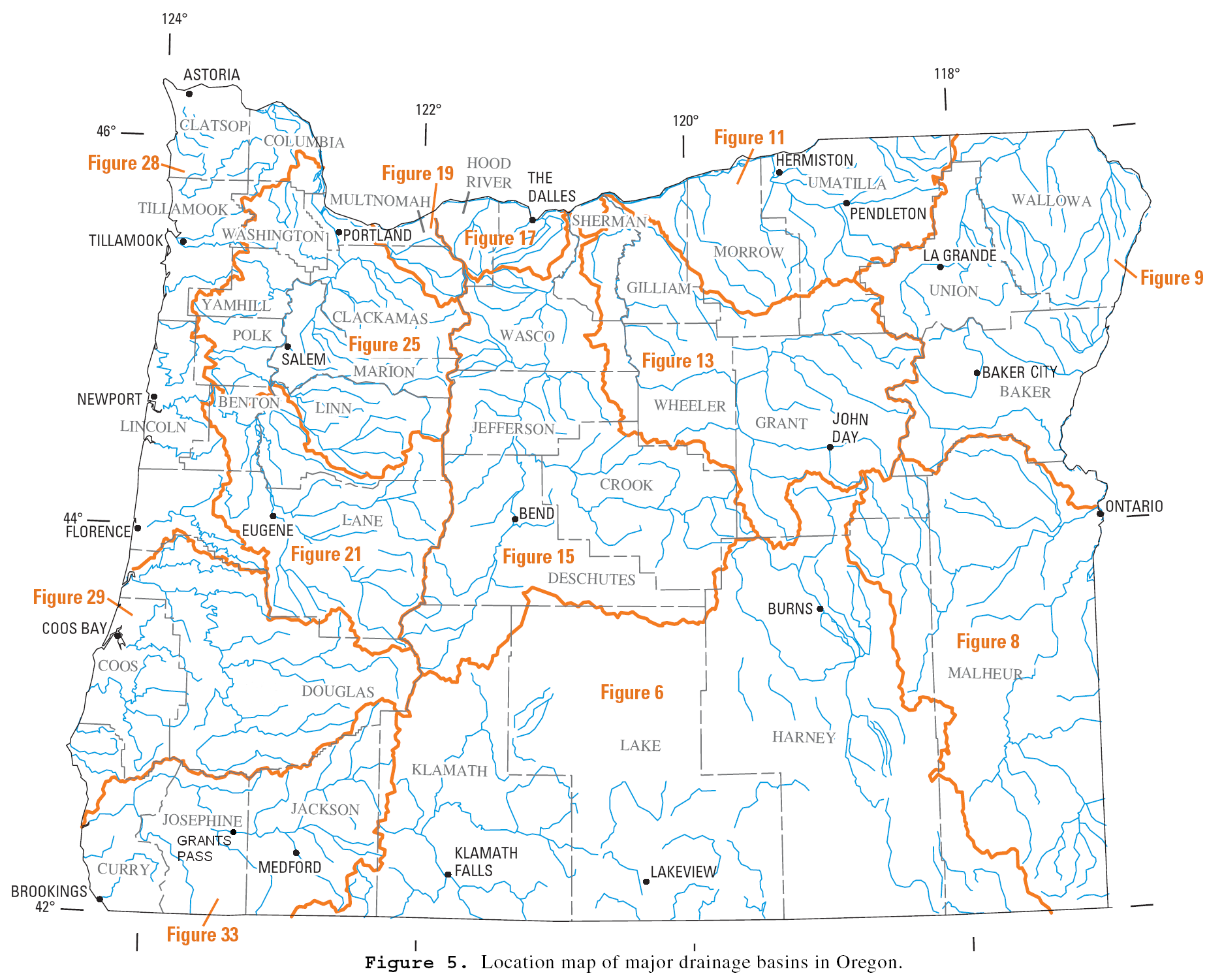
Водосборные бассейны рек Орегона